# Esterilización ultravioleta
Esterilización ultravioleta es el proceso de destrucción de toda vida microbiana por medio de radiación ultravioleta. 
La luz ultravioleta o «UV», como usualmente se refiere, es uno de los medios probados para tratar aguas, aire o superficies contaminadas biológicamente. Esta simple y segura tecnología es conveniente para pequeños flujos residenciales, así como también grandes flujos en proyectos comerciales e industriales.

## Usos de la esterilización ultravioleta

### Esterilización del agua
El agua que bebemos debe ser perfectamente purificada, para esto, el agua cruda debe pasar por un complicado proceso de depuración, que a su vez tiene muchas etapas.
En el agua suele haber virus, bacterias, esporas, protozoos y mohos que causan diversas enfermedades. Por ello los sistemas de refinamiento de agua están en constante desarrollo con el fin de mejorar la salud.
La desinfección de líquidos mediante uso de luz ultravioleta tiene muchas ventajas, ya que no deja residuos y tampoco altera su composición o propiedades como hacen otros tratamientos de carácter químico.
La aplicación más común consiste en la colocación de un filtro UV en un tramo del conducto por donde circula el líquido. Al tratarse de una parte del proceso tampoco se invierte tiempo extra en tratamientos especiales ni pasos intermedios.
Estos filtros UV interceptan e inoculan los gérmenes a su paso por la luz ultravioleta; además la radiación UV destruye algas y protozoos e inhabilita así su expansión y contaminación.

### Esterilización del aire
Siempre se corre el riesgo de contaminación por microorganismos que utilizan el aire como medio de transporte, y que ocasionan enfermedades respiratorias en las personas y/o putrefacción rápida de los productos en las industrias.
Los microorganismos son aspirados por el equipo, donde en función de la dosis empleada, y el tiempo de exposición, se elimina hasta un 99,9 % mediante la aplicación de rayos ultravioleta de onda corta (UV-C).
Ventajas de tener un filtro ultravioleta para aire en la casa
- 40% menos problemas respiratorios
- 30% menos problemas de la membrana mucosa
- 50% menos quejas sobre los dolores del músculo
- Menos presencia de enfermedad
- Un personal más saludable

### Esterilización de superficies
Los sistemas de esterilización Ultravioleta para superficie, son utilizados principalmente en la industria alimentaria para esterilizar medios de producción tales como cintas transportadoras o clasificadoras, máquinas envasadoras, recipientes de fermentación, así como láminas y tapas de cierre.
La invasión de los medios de producción por microorganismos es la mayoría de las veces inevitable, provocando al entrar en contacto con los productos alimenticios a menudo una notable reducción de su plazo de caducidad, y pudiendo asimismo representar un riesgo para la salud de los consumidores.
Las superficies de los medios de producción son tratadas con rayos ultravioleta de onda corta (UV-C), alcanzando porcentajes de esterilización de hasta el 99,9% en función de la dosis.
Se estudia la posibilidad de crear esterilizadores ultravioleta para desinfección de superficies como cocinas o cuartos de baño, ya que son capaces de aniquilar toda clase de microorganismos patógenos y que además causan malos olores.

## Microorganismos sensibles a la radiación ultravioleta
| - Agrobacterium tumefaciens - Adenovirus Tipo III - Aspergillus Amstelodamy - Aspergillus flavus - Aspergillus glaucus - Aspergillus niger - Bacillus Anthracis - Bacillus Anthracis (esporas) - Bacillus Megatherium SP - Bacillus Megatherium SP (esporas) - Bacillus Paratyphosus - Bacillus subtilis - Bacillus subtilis (esporas) - Bacteriófago - Campylobacter jejuni - Chiorella vulgaris (Algas) - Cianobacteria sp. - Clostridium botulinum - Clostridium tetani - Corynebacterium diphtheriae - Corona virus - Coxsackie - Cryptosporidium parvum - Dysentery bacilli - E. hystolitica - Eberthella typhosa - Echovirus I (Picornaviridae) - Echovirus II (Picornaviridae) - Enterococcus faecalis - Escherichia Coli (E. Coli) - Giardia lamblia - Huevos de nematodo (helmintos) | - Influenza (orthomyxovaridae) - Legionella bozemanii - Legionella dumofii - Legionella gormanii - Legionella longbeachae - Legionella micdadei - Legionella pneumophila - Leptospira canicola - Leptospira interrogans - Listeria monocytogenes - Micrococcus candidus - Micrococcus sphaeroides - Mosaico del tabaco (TMV) - Mucor Mucedo - Mucor Recemosus (A y B) - Mycobacterium tuberculosis - Neisseria – moraxella catarrhalis - Oospora lactis - Paramecium sp. - Penicillium chrysogenum - Penicillium digitatum - Penicillium expansum - Penicillium roqueforti - Phytomonas tumefaciens - Poliovirus (picornaviridae) - Proteus vulgaris - Pseudomonas aeruginosa - Pseudomonas fluorescens - Rhizopus nigricans - Rhodospirillum rubrum - Rotavirus (Reoviridae) | - Saccharomyces cerevisiae - Saccharomyces ellipsoideus - Saccharomyces sp. - Salmonella enteritidis - Salmonella paratyphi - Salmonella Species - Salmonella typhi - Salmonella typhimurium - Sarcina lutea - Serratia marcescens - Shigella dysenteriae - Shigella flexneri - Shigella paradysenteriae - Shigella sonnei - Spirillum rubrum - Staphylococcus albus - Staphylococcus aureus - Staphylococcus epidermidis - Streptococcus haemolyticus - Streptococcus lactis - Streptococcus pyrogenes - Streptococcus salivarius - Streptococcus viridans - Trichosporon - Variola Virus (Poxviridae) - Vibrio cholerae - Vibrio comma - Virus de la hepatitis A (VHA) - Virus de la hepatitis B (VHB) - Yersinia Enterocolitica |